# Província religiosa
La província religiosa és una divisió territorial pròpia del cristianisme i fa referència a cadascun dels districtes en què divideixen un territori els ordes religiosos i que abasta un determinat nombre de cases i de convents.
La potestat sobre una província religiosa recau en el provincial, també nomenat ordinari en els ordres masculins, càrrec superior creat a partir dels mendicants i dels clergues regulars. És nomenat per un temps de tres a sis anys pel capítol provincial o pel pare general, com en el cas del jesuïtes. La missió principal del provincial és la de visitar i vetllar per les cases de la província.
L'elecció del Provincial es fa mitjançant l'anomenat Concili provincial al qual assisteixen tots els vocals de la província d'un orde o congregació religiosa per tal d'elegir-lo.